# Robert Cloughen
Robert « Bobby » Cloughen (né le 26 janvier 1889 à Bronx et décédé le 7 août 1930 à New York) est un athlète américain spécialiste du sprint. Affilié au Irish American Athletic Club, il mesurait 1,79 m pour 76 kg.

## Biographie

### Palmarès
| Date | Compétition           | Lieu    | Résultat | Épreuve    | Performance |
| ---- | --------------------- | ------- | -------- | ---------- | ----------- |
| 1908 | Jeux olympiques d'été | Londres | 2e       | 200 mètres | 22 s 6      |

### Records
| Épreuve    | Performance | Lieu | Date |
| ---------- | ----------- | ---- | ---- |
| 100 mètres | 10 s 8      |      | 1910 |
| 200 mètres | 22 s 1      |      | 1910 |